# Zorquan
Zorquan (Zerquan), pleme američkih Indijanaca koje 1740. zajedno s nekoliko Tonkawa grupa nalazi na misiji San Antonio de Valero u Teksasu. Ovo je sve što je poznato o plemenu. Herbert E. Bolton smatra da pripadaju porodici Tonkawan, jer zajedno s njima dolaze na misije, iz južnog Teksasa. J. R. Swanton ovo pleme navodi na svoj popis bandi Coahuiltecana, bez ikakvih evidentnih dokaza o tome. Njihova jezična pripadnost do danas je ostala neodređena.   

## Vanjske poveznice
- Zorquan Indians